# Procordulia sylvia
Procordulia sylvia är en trollsländeart som beskrevs av Maurits Anne Lieftinck 1935. Procordulia sylvia ingår i släktet Procordulia och familjen skimmertrollsländor. Inga underarter finns listade i Catalogue of Life.